# روجر راموس
روجر راموس (7 سبتمبر 1998 في البرتغال - ) هو لاعب كرة قدم برتغالي في مركز الدفاع. لعب مع نادي باسوش دي فيريرا.

## وصلات خارجية
- روجر راموس على موقع قاعدة بيانات كرة القدم.إي يو (الإنجليزية)
- روجر راموس على موقع Soccerway.com (الإنجليزية)
- روجر راموس على موقع AS.com (الإسبانية)